# Tombeau d'Amphipolis
Le tombeau d'Amphipolis (en grec moderne : Τάφος Αμφίπολης) ou tombeau de Kastá (Τύμβος Καστά), est un tombeau macédonien découvert à Amphipolis, en Macédoine-Centrale dans le nord de la Grèce en 2012.
Visité pour la première fois en août 2014 par les archéologues, le tombeau est le plus grand monument funéraire jamais découvert en Grèce et, en comparaison, éclipse par sa taille et son luxe, la tombe de Philippe II, père d'Alexandre le Grand, à Aigai. Il est daté du dernier quart du IVe siècle av. J.-C. et pourrait, selon Katerína Peristéri (el), l'archéologue qui dirige les fouilles, être l'œuvre de Dinocrate de Rhodes.
La personnalité enterrée dans la tombe n'est pas connue. Mais les archéologues ont démenti que cela puisse être le tombeau d'Alexandre le Grand. Ils estiment plus probable qu'il s'agisse de la tombe d'un noble macédonien (Héphaestion, Antipater, Cassandre, Antigone, Néarque ou Laomédon), voire d'un membre de la famille royale des Argéades (Olympias, Roxane ou Philippe III),.

## Description

### Le tombeau
Le tombeau se trouve sous le tumulus de Kastá, entouré d'une enceinte de près de 500 mètres de circonférence. L'entrée du tombeau, peinte et surmontée de deux sphinx, se trouve en bas d'un escalier de marbre. Elle s'ouvre sur une première pièce de six mètres de long aux murs de marbre. Au fond de cette pièce, un second seuil est encadré par deux cariatides montrant encore des traces de peinture.
Le sol de la deuxième chambre funéraire est orné d'une mosaïque de 4,50 m sur 3 m d'une qualité technique et artistique remarquable, faite de petits galets multicolores. Coiffé d'un pétase et tenant son caducée, le dieu Hermès, psychopompe, est chaussé de sandales ailées. La divinité accompagne un bige tiré par deux chevaux blancs et conduit par Hadès représenté sous les traits d'un homme barbu portant une couronne de laurier sur la tête. Le dieu des Enfers enlève Perséphone pour l'emmener dans son royaume. La scène se détache d'un fond gris-bleu, pour lequel a été utilisé du lapis-lazuli, et est entourée d'un cadre décoratif composé d'une première frise présentant un double méandre et des carrés et d'une seconde frise formée d'un poste.
La troisième salle, initialement fermée par une porte en marbre, est particulièrement fragile et a nécessité d'être consolidée. Cette troisième chambre mesure 4,5 mètres sur 6 mètres. Sa voûte est peinte en rouge et ses murs sont couverts de marbre. Les archéologues y ont découvert une tête de sphinx en marbre. En novembre 2014, le ministère grec de la Culture annonce la découverte dans cette troisième salle, d'une sépulture et de restes humains.

Le tombeau d'Amphipolis
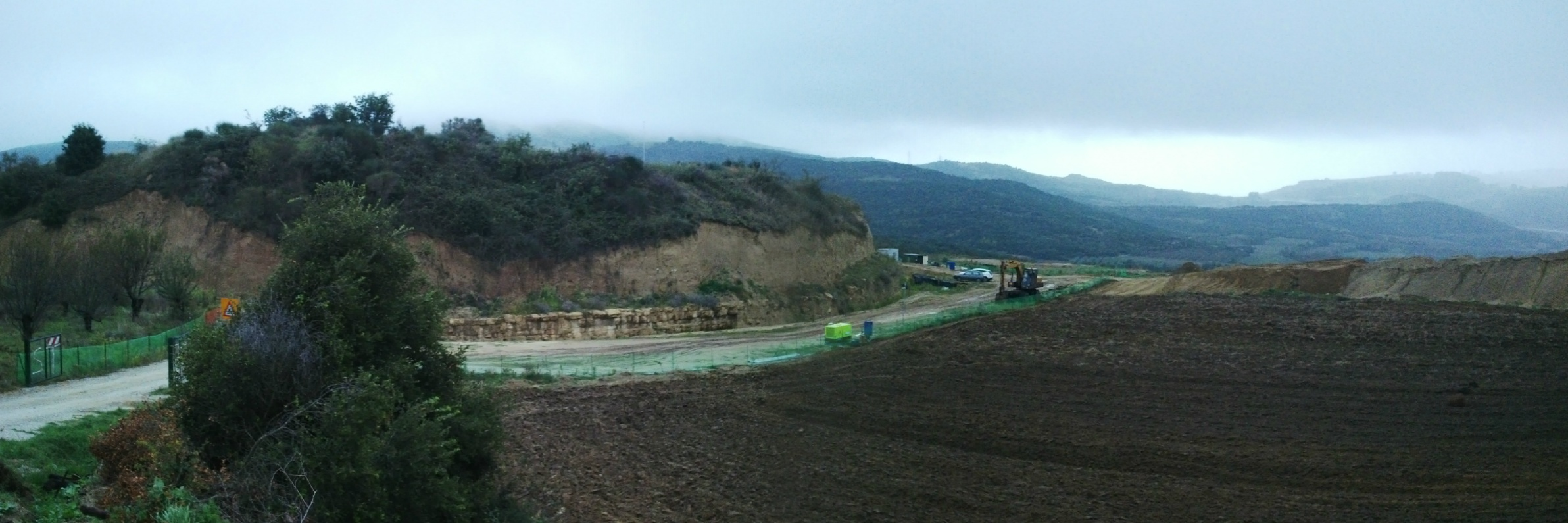
Vue panoramique du tumulus de Kastá.
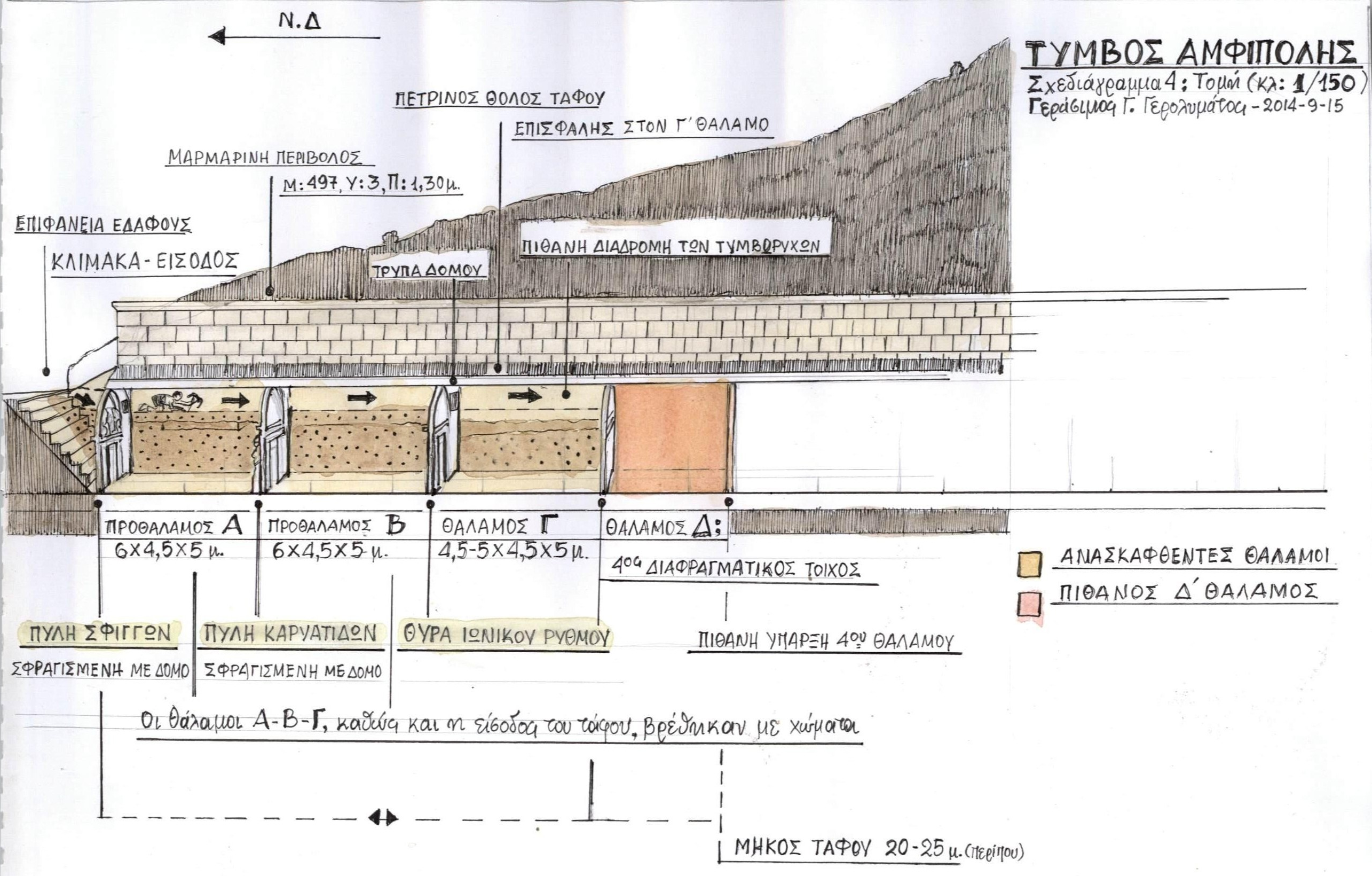
Plan de coupe, suivant l'état des fouilles, en octobre 2014 (susceptible de variations).
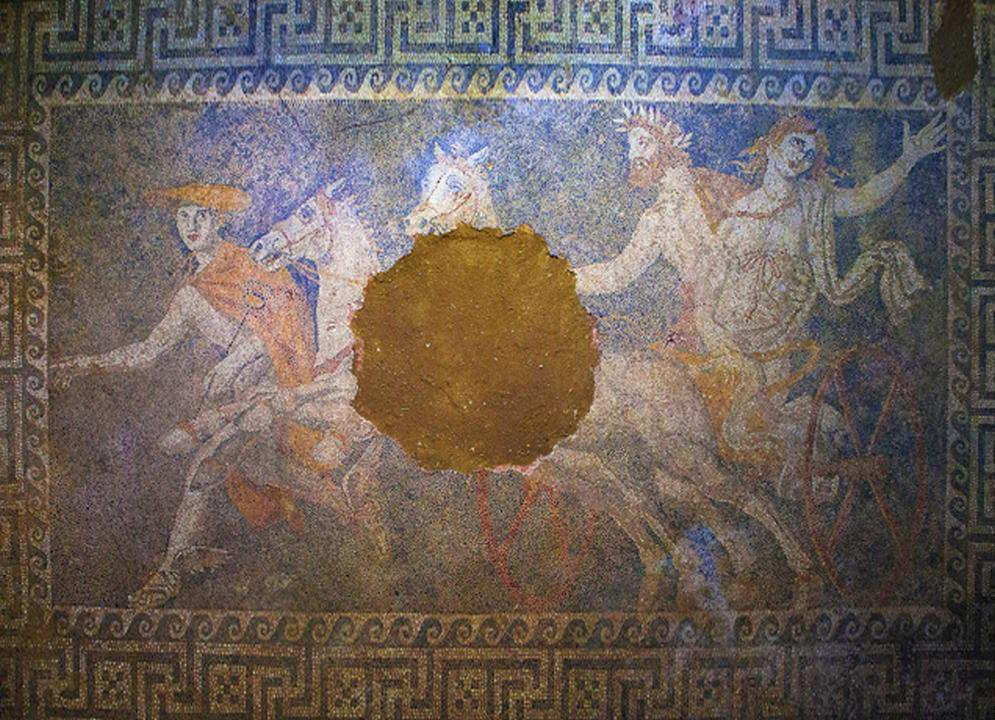
Mosaïque représentant l'enlèvement de Perséphone, par Hadès, deuxième chambre du tombeau d'Amphipolis.

### Les découvertes

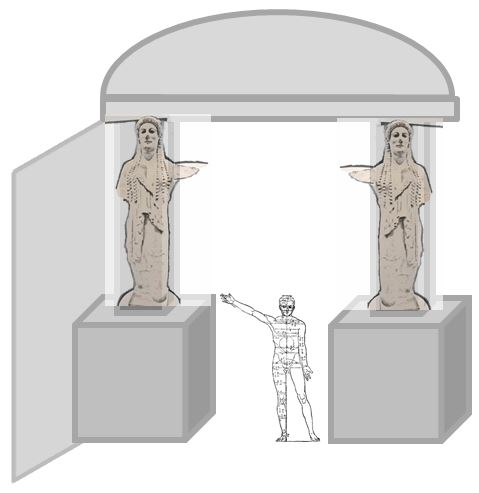
Illustration des deux cariatides, à l'entrée de la deuxième chambre.

Dans les années 1970, les vestiges d'une construction, d'une largeur de 10 mètres, ont été découverts au sommet et au centre du tumulus. Ceci, combiné avec d'autres éléments de preuve, a renforcé la probabilité de la présence ancienne d'un grand complexe funéraire. Le tumulus a probablement recouvert des anciens cimetières, avec au moins 70 tombes de la colonie voisine, dite Colline 133, (Hill 133 sur le plan), antérieure à Amphipolis.
Les archéologues ont fait un certain nombre de découvertes importantes sur le site, depuis août 2014 : 
- Deux sphinx en marbre d'environ 2 mètres de hauteur, qui gardent l'entrée principale de la tombe, auxquels il manque leurs têtes et leurs ailes. La  tête du sphinx de droite, ainsi que des fragments d'ailes, ont été retrouvés dans la troisième et dernière chambre funéraire[14].
- Une fresque, dont la peinture est encore visible, qui imite un péristyle ionien, au sommet de laquelle, siègent les sphinx.
- Deux cariatides dans l'antichambre, qui soutiennent l'entrée de la deuxième chambre funéraire. La hauteur de chaque cariatide est de 2,27 mètres, qui posée sur un piédestal de 1,40 mètre de hauteur, donne une hauteur totale de 3,67 mètres, pour chaque statue.
- Une porte de marbre, typique des portes des tombes macédoniennes, brisée, située en face de la porte de la troisième chambre funéraire.
- Une mosaïque de 3 mètres de largeur sur 4,5 mètres de longueur, dans la deuxième chambre funéraire. La représentation en mosaïque sur le sol, de l'enlèvement de Perséphone par Hadès, semble la relier au groupe de tombes royales du site de Vergina (antique Aigai), où une peinture murale représentant la même scène[15], décore l'une des tombes royales, dans laquelle le roi Philippe II, père d'Alexandre le Grand, est enterré[16].
- Une tête de sphinx, ainsi que des fragments d'ailes, dans la troisième et dernière chambre funéraire, comportant une voûte d'une surface de 8 m2, ainsi qu'une porte en marbre.
- Les restes des squelettes de 5 personnes, non identifiées.

### Le lion
C'est au cours de la première guerre balkanique (1912-1913) que des soldats grecs ont noté la présence de vestiges dans les buissons, sur la rive ouest du fleuve Strymon. En 1913, des fouilles ont été entreprises par les archéologues grecs, Geórgios Ikonómos et Anastássios Orlándos, qui ont découvert des parties de la base initiale du monument.
C'est en 1916 que des soldats britanniques du corps expéditionnaire en Macédoine découvrent les grands fragments de marbre de Thasos, sculptés en forme de lion. Plus tard, à l'occasion de travaux de dragage dans le Strymon, réalisés par les sociétés américaines Ulen & Company, John Monks & Sons, des ruines antiques sont trouvées près du pont sur le Strymon et extraites du lit du fleuve, lors de la construction, entre 1928 et 1932, d'un barrage et du lac artificiel Kerkíni,.
Selon l'historien grec Yórgos Kaftantzís (el) et l'archéologue grec Fótis Pétsas (el), c'est l'armée bulgare qui, involontairement, a empêché les Britanniques de rapporter le monument en Angleterre. En effet, leur tentative pour transporter les pièces à bord de barges a été contrecarrée par un bombardement adverse, en août 1916.
En juin 1930, les archéologues français sont arrivés après les Britanniques, ont mené les fouilles et examiné le lion, dans la mesure où l'état des parties leur a permis de le faire. La première étude du monument, réalisée par les professeurs Paul Collart et Pierre Devambez, a été publiée en 1931, dans le Bulletin de correspondance hellénique de l'École française d'Athènes.
Les travaux de restauration du monument ont commencé en 1932 et se sont terminés à la fin de 1937. Ce fut une opération internationale et multilatérale qui comprenait Américains (responsables du financement, dont l'ambassadeur américain de l'époque Lincoln MacVeagh), Français et Grecs. La reconstruction du lion a été accompagnée par une anastylose du monument, qui s'est concrétisée par un modèle en plâtre, grandeur nature, permettant de réaliser les pièces manquantes, en béton armé teinté (méthode utilisée par Nikólaos Balános au Parthénon).
La restauration a été effectuée, sur le site, par Andréas Panayiotákis (el), sculpteur au Musée national archéologique d'Athènes.
Ce lion monumental de 5,37 mètres, a été placé sur un piédestal de 3,30 mètres sur 2,10 mètres. Il est connu aujourd'hui sous le nom de « Lion d'Amphipolis »,. L'ensemble du processus de reconstruction a été documenté en détail par l'archéologue américano-suédois, Oscar Broneer (en), dans son livre « Le Lion d'Amphipolis », publié en 1941.

Le lion d'Amphipolis
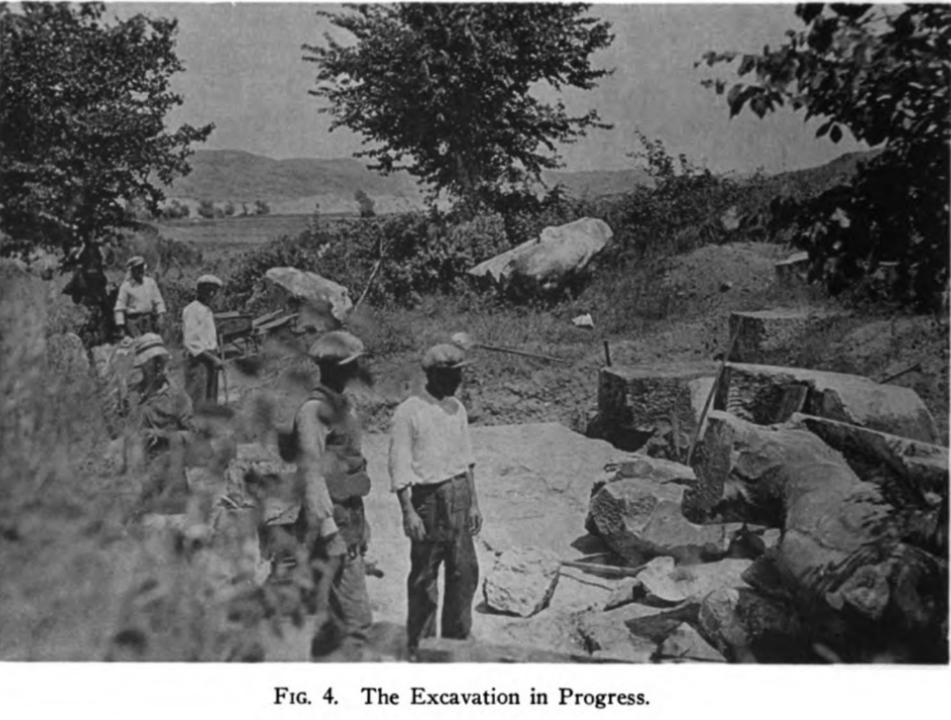
Premières fouilles pour rechercher les parties éparses du lion.
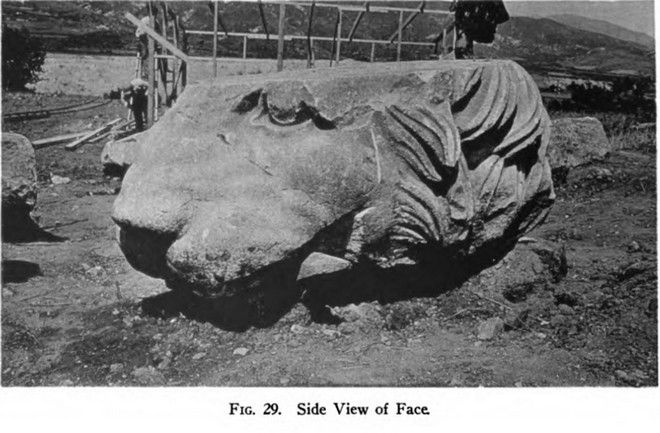
Partie de la tête du lion, avant restauration.
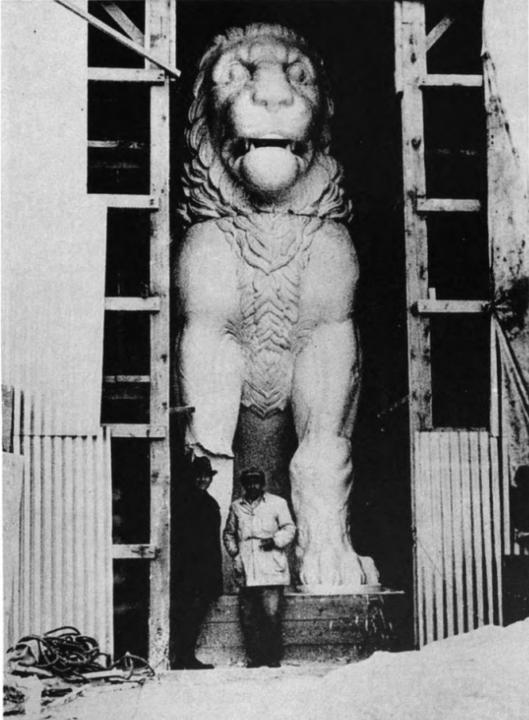
Modèle en plâtre du lion, en 1937.
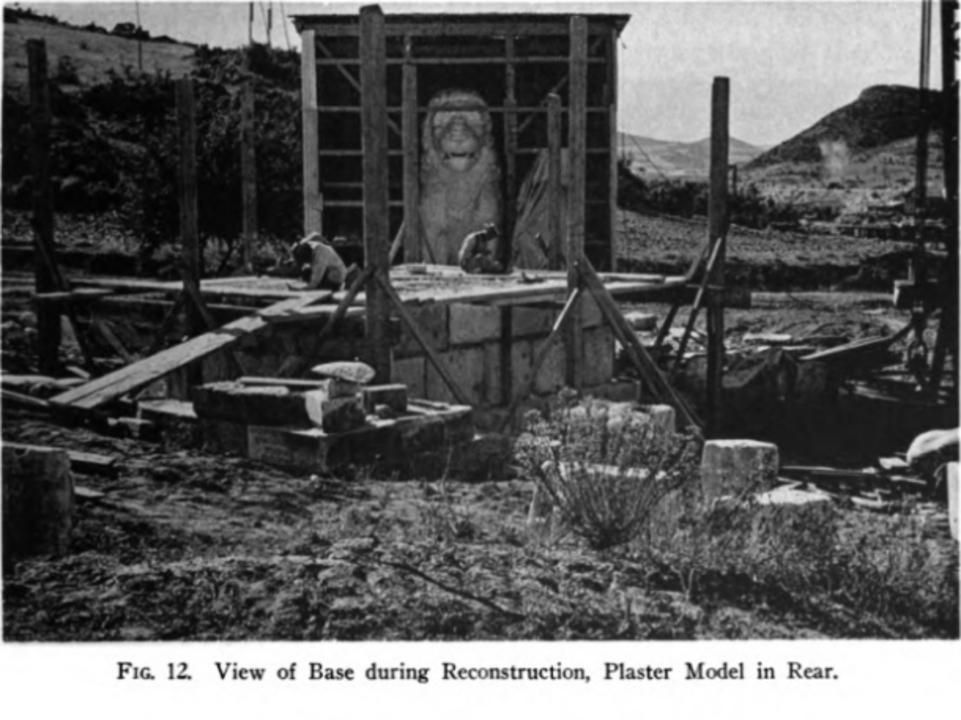
Construction du piédestal, en 1937, avec en arrière-plan, le modèle en plâtre du lion.
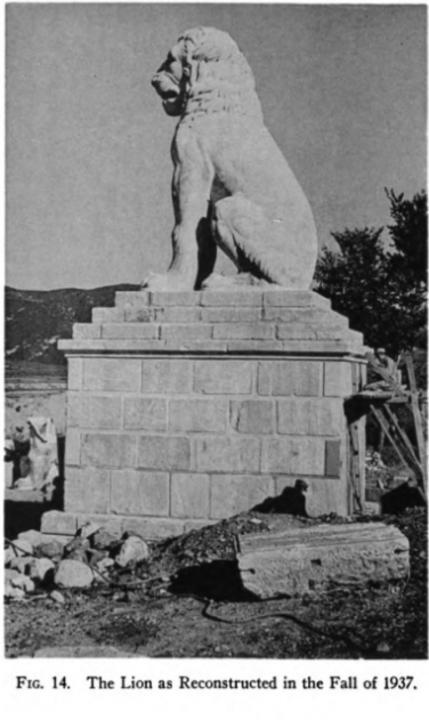
Le lion, fin 1937.
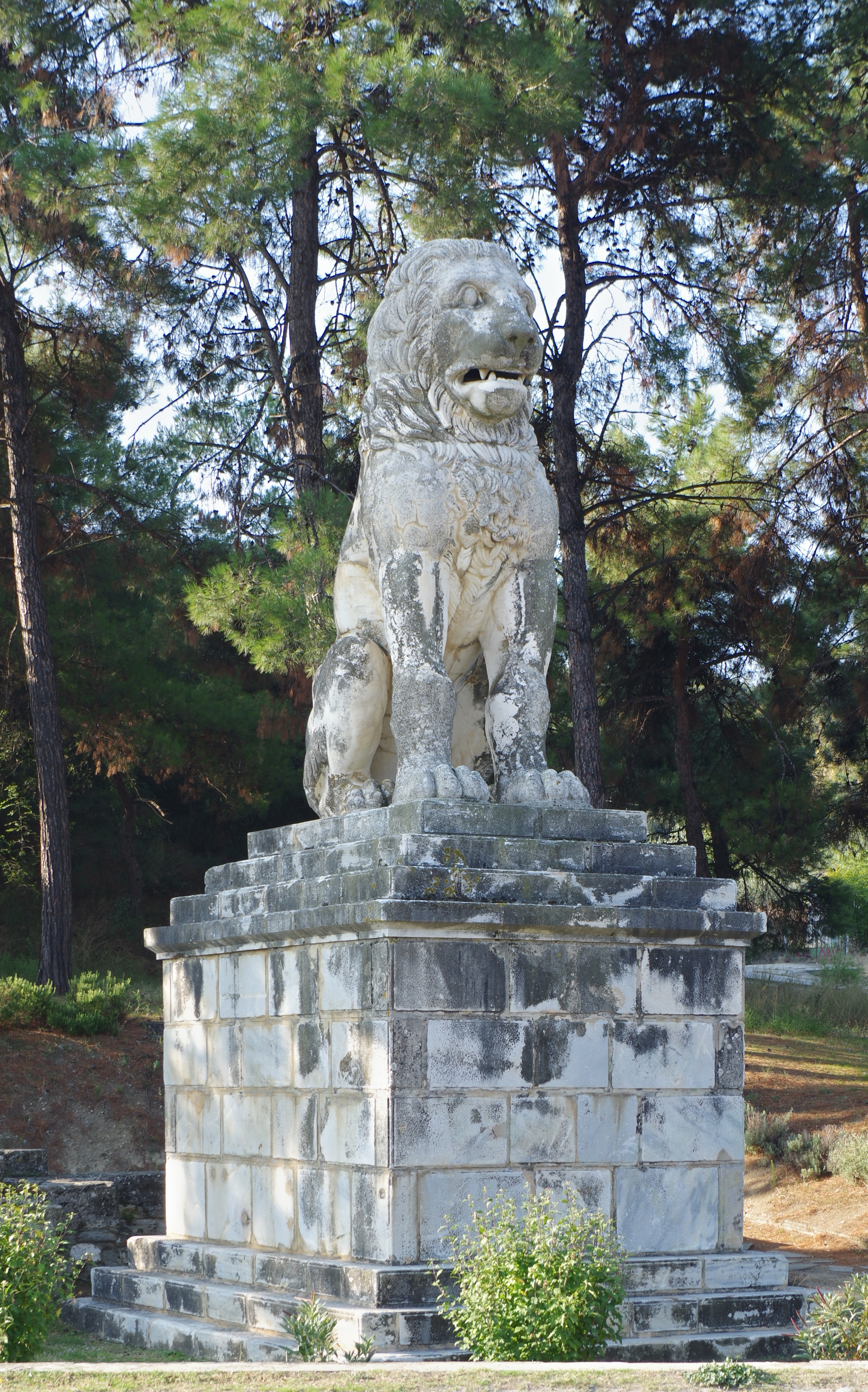
Le lion en 2002.
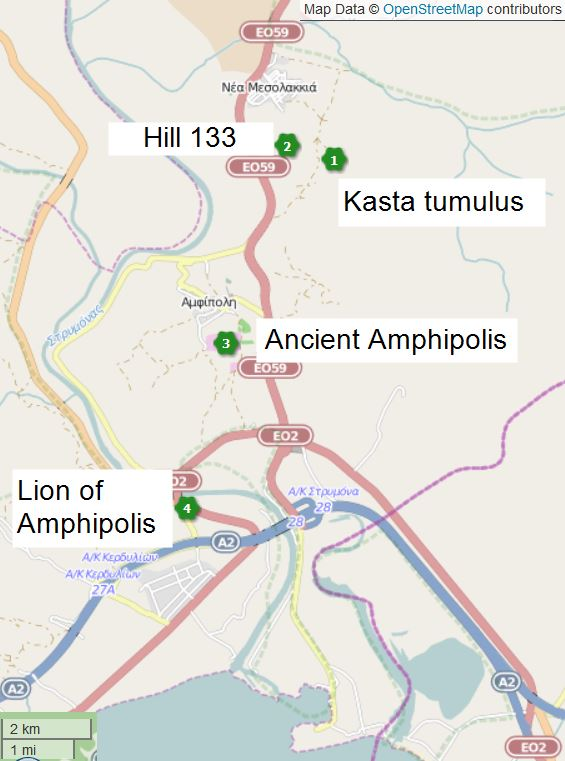
Plan de situation du site d'Amphipolis.

### Controverses

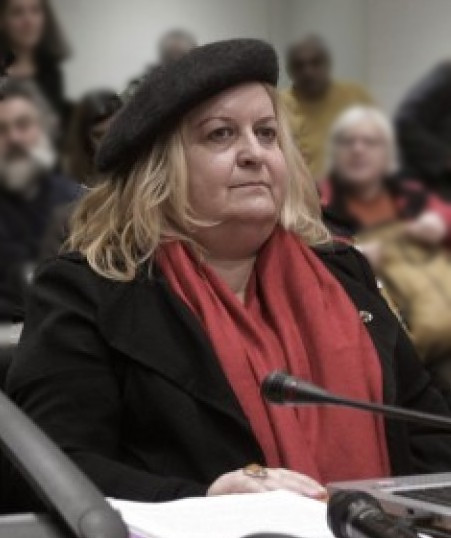
L'archéologue Katerína Peristéri, responsable des fouilles, pendant la présentation des découvertes à la colline de Kastá, au ministère de la Culture, le 28 octobre 2014

Les archéologues ont longtemps pensé que la colline de Kastá était surmontée de la sculpture monumentale de lion, sur un piédestal, les deux, démantelés à l'époque romaine.
En mars 2015, selon le géologue, paléoanthropologue et spéléologue, Evángelos Kamboúroglou, membre de l'équipe pluridisciplinaire de recherche sur Amphipolis, à la question : « Les sédiments de la colline de Kasta à Amphipolis et leur relation avec la tombe », sa réponse est : « il n'y a aucune preuve que le monument du lion d'Amphipolis était situé sur la colline de Kastá » (cette conclusion avait été déjà annoncée il y a près de deux ans, par la directrice du projet Katerína Peristéri et l'ingénieur architecte le Dr Michális Lefántzis, parce que, comme il l'explique, en particulier :
- La colline de Kastá est naturelle et non artificielle,
- La colline a été formée à partir de sédiments de sables de quartzite, d'argile et de grès : matériaux à faible durée de vie, et « incapables de supporter pendant des siècles, un poids supérieur à 500 tonnes ». Le poids total, du piédestal initial et de la sculpture, serait estimé à 1 500 tonnes,
- La datation de la tombe trouvée serait différente de la datation du monument original[26].

## Les restes humains
Près de 550 fragments osseux ont été découverts au sein du tumulus, essentiellement dans et autour de la tombe contenue dans la troisième salle. Après examens, ils s'avèrent appartenir à, au moins, 5 individus. Parmi eux, une femme âgée ayant dépassé les 60 ans, un nouveau-né et deux hommes adultes proches de la quarantaine. Un cinquième corps, un adulte, a été incinéré.

## Médiatisation
Depuis le début des excavations et la visite sur le chantier du premier ministre grec Antónis Samarás, la fouille subit une forte pression médiatique soigneusement entretenue par une communication très verrouillée, quoique quasiment en temps réel, par le ministère grec de la Culture. Plusieurs grandes chaînes ont envoyé une équipe de reportage. Cette pression soutenue des médias, parfois comparée à de la télé-réalité ou à un feuilleton, entraîne un certain nombre de remarques sur l'incompatibilité supposée entre l'archéologie, science qui demande de prendre le temps de l'analyse, et l'immédiateté de la demande de communication médiatique.
Devant l'ampleur des découvertes, les autorités de la région de la Macédoine-Centrale ont demandé et obtenu du gouvernement grec, la garde permanente du site de fouilles par la police, 24 heures sur 24, et ont également entamé les procédures pour l'inscription de la tombe d'Amphipolis dans le registre mondial du patrimoine par l'UNESCO.
À l'été 2015, le ministère de la Culture, confronté à la pénurie des crédits, et à la rigueur budgétaire, a approuvé l'engagement de 200 000 euros pour des études et des projets urgents visant à protéger complètement le site, de manière pérenne,. Les crédits ont commencé à être utilisés par tranches. Pour la suite, le ministère de la Culture, exsangue, a été contraint d'annoncer le gel des fouilles, et à différer dans le temps certains travaux.
Le 30 septembre 2015, lors de la conférence de présentation des travaux archéologiques, par Katerína Peristéri et Michális Lefántzis, à l'Université Aristote de Thessalonique, il a été annoncé que le monument funéraire aurait été dédié par Alexandre le Grand à son favori Héphaestion, compte tenu de la découverte, dans le tombeau, de son monogramme H. Cependant, cette annonce a été suivie d'un communiqué de l'Association des archéologues grecs, indiquant : « La formulation de théories, sans présenter des preuves documentaires à la communauté scientifique internationale, expose le Service archéologique dans son ensemble ».

## Distinction
Une importante distinction internationale a été attribuée à la Grèce, dans le domaine de l'archéologie, le 30 octobre 2015, La directrice des fouilles archéologiques à Amphipolis, Katerína Peristéri, a reçu le prix international « Khaled Al-Assad », pour ses travaux dans le tombeau de la colline de Kastá.
La cérémonie officielle a eu lieu dans un climat très émotif, en raison de l'assassinat de l'archéologue syrien Khaled Al Assad, le 18 août 2015, qui a été pendant des décennies, l'âme de Palmyre. Le prix international d'archéologie 2014, a été remis dans la Basilique, à Paestum, en Italie  (ancienne cité de Poseidonia de la Grande-Grèce).